# Campionati europei di ciclocross
I Campionati europei di ciclocross sono una competizione di ciclocross organizzata dall'Unione Europea di Ciclismo (UEC), in cui concorrono ciclisti facenti parte dei Paesi membri dell'UEC stessa. Si disputano gare in sei categorie, Elite, Under-23 e Juniors sia maschili che femminili.

## Campioni in carica
Aggiornato all'edizione 2022.
| Uomini   | Uomini                 |
| -------- | ---------------------- |
| Elite    | Michael Vanthourenhout |
| Under-23 | Emiel Verstrynge       |
| Juniors  | Léo Bisiaux            |
| Donne    |                        |
| Elite    | Fem van Empel          |
| Under-23 | Puck Pieterse          |
| Juniors  | Lauren Molengraaf      |

## Albo d'oro
- Uomini Elite (2015-oggi)
- Uomini Under-23 (2003-oggi)
- Uomini Juniors (2003-oggi)
- Donne Elite (2003-oggi)
- Donne Under-23 (2013-oggi)
- Donne Juniors (2019-oggi)

## Edizioni

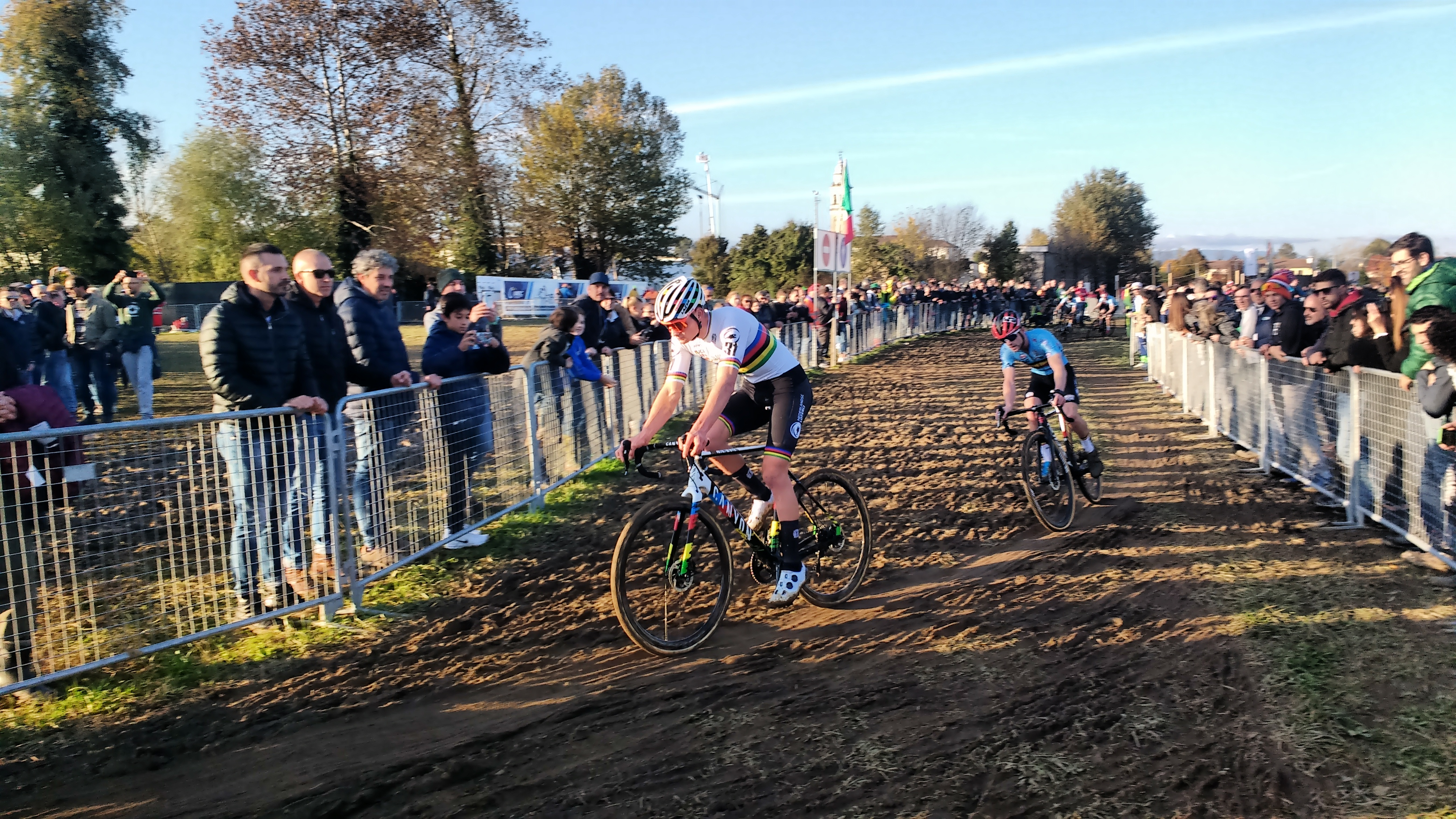
Mathieu van der Poel, con la maglia di campione del mondo, e Eli Iserbyt al Campionato europeo di ciclocross, categoria Elite, a Silvelle, 10 novembre 2019.

| Anno | Nazione      | Città              |
| ---- | ------------ | ------------------ |
| 2003 | Rep. Ceca    | Tábor              |
| 2004 | Belgio       | Vossem             |
| 2005 | Francia      | Pontchâteau        |
| 2006 | Paesi Bassi  | Huijbergen         |
| 2007 | Svizzera     | Hittnau            |
| 2008 | Francia      | Liévin             |
| 2009 | Belgio       | Hoogstraten        |
| 2010 | Germania     | Francoforte        |
| 2011 | Italia       | Lucca              |
| 2012 | Regno Unito  | Ipswich            |
| 2013 | Rep. Ceca    | Mladá Boleslav     |
| 2014 | Germania     | Lorsch             |
| 2015 | Paesi Bassi  | Huijbergen         |
| 2016 | Francia      | Pontchâteau        |
| 2017 | Rep. Ceca    | Tábor              |
| 2018 | Paesi Bassi  | Rosmalen           |
| 2019 | Italia       | Silvelle           |
| 2020 | Paesi Bassi  | Rosmalen           |
| 2021 | Paesi Bassi  | Col du VAM-Drenthe |
| 2022 | Belgio       | Namur              |
| 2023 | Francia      | Pontchâteau        |
| 2024 | Spagna       | Pontevedra         |
| 2025 | Lussemburgo? | ?                  |

## Medagliere
| Pos.   | Nazione       | Oro | Argento | Bronzo | Totale |
| ------ | ------------- | --- | ------- | ------ | ------ |
| 1      | Paesi Bassi   | 20  | 17      | 6      | 43     |
| 2      | Belgio        | 12  | 9       | 11     | 32     |
| 3      | Germania      | 4   | 2       | 2      | 8      |
| 4      | Gran Bretagna | 3   | 2       | 6      | 11     |
| 5      | Svizzera      | 3   | 1       | 0      | 4      |
| 6      | Rep. Ceca     | 2   | 7       | 7      | 16     |
| 7      | Italia        | 2   | 2       | 3      | 7      |
| 8      | Slovacchia    | 2   | 0       | 1      | 3      |
| 9      | Francia       | 1   | 11      | 12     | 24     |
| 10     | Polonia       | 0   | 1       | 0      | 1      |
| Totale | Totale        | 52  | 52      | 52     | 156    |